# 能一実
能一 実（のういち みのる、1964年8月31日 - ）は、神奈川県小田原市出身の元競輪選手。現役時は日本競輪選手会神奈川支部所属。

## 戦績
神奈川県立足柄高等学校を経て日本競輪学校に第53期生として入学。同期には後にプロ世界選手権スプリント金メダルの俵信之や、現在タレントとして活動中のスザンヌの継父である藤本博之などがおり、史上最強軍団と称された。
プロデビューは1984年5月13日の武雄競輪場で初勝利も同日。また同開催では完全優勝で飾っている。7ヶ月後の11月には小田原競輪場にてS級特進を決め、昇級直後にはS級シリーズを三場所連続で優勝する。そして1983年から行われた競輪プログラム改革構想（通称KPK）では、最短期間及び最年少20歳でトップクラスのS級1班へ昇格を果たし、前途は有望視されていた。

### 発病
1988年突如、厚生労働省が指定をする特定疾患のひとつである難治性消化器疾患のクローン病を患う。
この病は1988年当時約5,000件の医療受給者証交付数であり、2004年現在の約23,000件と増加傾向にある医療受給者証交付数に比べると、当時は症例が少なく原因不明の炎症性腸疾患であった。この病気は特に食事と運動において厳しい制限があり、1989年に地元の花月園競輪場で開催された日本選手権競輪で姿を見せた後は長期の休養を強いられ、関係者から選手生命危機と囁かれた。

### 復帰と闘病
闘病生活1年8ヶ月のブランクを経て、1991年の前期からA級3班（S級1班から陥落）としてレースへ復帰し、直後に出場した前橋競輪場ではシリーズ優勝を果たした。
クローン病の多くは患者が若年層で発病し、特に運動および食事等を厳しく制限をされていたことから、競輪選手など一般的にハードなトレーニングを必要とされている職業での復帰は前例がなく、このことはIBD（炎症性腸疾患）患者や医療関係者にとって希望でもあり朗報となった。
この復帰直後の活躍からS級復帰は確実視されていた。しかし完治困難の疾患であることから、病状の具合が成績を左右するようになり、休養とレースへの復帰を繰り替していたことから成績不足などでS級への復帰は叶わず、やがて再び病状の悪化で長期休養となり、最終的には再度の復帰は叶わず2000年1月7日に選手登録消除（引退）となってしまった。

## 主な成績など
- 1984年5月13日 武雄競輪場B級初優勝。111。
- 1984年10月10日 花月園競輪場A級初優勝。111。
- 1984年11月25日 静岡競輪場S級初優勝。121。
- 1985年9月21日 一宮オールスター競輪初出場。
- 1986年10月25日 名古屋競輪場37周年記念初優勝。
- 1986年度日本自転車振興会優秀新人賞。
- 1989年3月まで特別競輪連続出場を果たすが決勝戦進出はしていない。
- 1992年6月14日 函館競輪場で100勝達成。
  - 通算成績 優勝23回、1着153、2着111、3着86、着外317、出走回数699。三連対率50％。